# Pervinca (colore)
Il pervinca è il colore dell'omonimo fiore.
È una sorta di celeste-violetto vagamente grigiastro.
Viene utilizzato come pigmento per abiti e oggettistica. In pittura per dipingere il cielo e, talora, i fiumi.
Negli anni '70 del secolo scorso, il "blu pervinca" era la denominazione commerciale ufficiale di un colore metallizzato, disponibile per la carrozzeria di alcuni modelli dell'Alfa Romeo.